# سارة هولكومب
سارة هولكومب (بالإنجليزية: Sarah Holcomb)‏ هي ممثلة أمريكية، ولدت في 11 سبتمبر 1958 في ويستون ‏ في الولايات المتحدة.

## وصلات خارجية
- سارة هولكومب على موقع IMDb (الإنجليزية)
- سارة هولكومب على موقع قاعدة بيانات الفيلم (الإنجليزية)